# Älskade (film)
Älskade (originaltitel: Beloved) är en amerikansk dramafilm från 1998 i regi av Jonathan Demme, baserad på Toni Morrisons roman med samma namn.
Filmen hade världspremiär i USA den 8 oktober 1998 och svensk premiär den 19 februari 1999, med åldersgränsen 15 år.

## Handling
Sethe bor i ett hus tillsammans med sin dotter Denver och ett spöke. En dag kommer Paul D som känner Sethe från deras tid som slavar, han stannar över natten och skrämmer i väg spöket. En dag kommer en ung flicka som kallar sig Älskade till dem. Sethe och Denver gillar henne, men Paul D är misstänksam.

## Rollista i urval
- Oprah Winfrey – Sethe
- Danny Glover – Paul D.
- Thandie Newton – Älskade
- Kimberly Elise – Denver
- Hill Harper – Halle
- Beah Richards – Baby Suggs
- Lisa Gay Hamilton – Sethe som ung
- Jason Robards – Mr. Bodwin
- Harry Northup – Sheriff
- Irma P. Hall – Ella
- Dorothy Love Coates – M. Lucille Williams

## Produktion
Filmen är inspelad i Fair Hill, Lancaster, New Castle och Philadelphia.

## Musik i filmen
- Little Rice, Little Bean, skriven av Toni Morrison och Rachel Portman, framförd av Danny Glover
- Sethe's Lullaby, skriven av Toni Morrison och Rachel Portman, framförd av Oprah Winfrey
- Black Women - Wild Ox Moan, framförd av Danny Glover
- Pullin' The Skiff, framförd av Oprah Winfrey, Kimberly Elise och Thandie Newton
- The Clearing Song, skriven av Dianne McIntyre
- Storise Khoro Goliamo, framförd av Mita Stoychera
- Amar El Madhbouh: Hassen El Ayari, framförd av Hayarti Noumi Ozirgadi
- Carrie Belle, framförd av John Davis och Group A
- Complaint Call, framförd av Enoch Brown
- Sheep, Sheep Dont'cha Know The Road, framförd av Bessie Jones och The Sea Island Singers
- Mr. Postman Die, skriven och framförd av Jane Hunter
- I Heard The Voice Of Jesus Say, framförd av Dorothy Love Coates och The Thirty Women
- Uhuru, text och musik Rachel Portman, framförd av African Children's Choir